# Оттон I (граф Ольденбурга)
Оттон I (Otto I. von Oldenburg) (ок. 1175—1242 или ок. 1251) — граф Ольденбурга с 1209 (до 1233 — соправитель брата — Кристиана II, затем его сына — Иоганна I). Сын Морица I.
В войнах со штедингами увеличил свои владения.
В 1244 году основал монастырь Менслаге-Бёрстель. В 1247 основал крепость, вокруг которой позже вырос город Дельменхорст.
Жена — Мехтильда фон Вольденберг (англ. Mechtild von Woldenberg, ум. не позднее 1268).
Дети:
- Генрих (умер не ранее 1243[5], но раньше отца),
- Саломея (умерла не ранее 1266, муж — граф Герберт фон Штотель.

Владения Оттона унаследовал племянник — Иоганн I.